# Pakketfilter

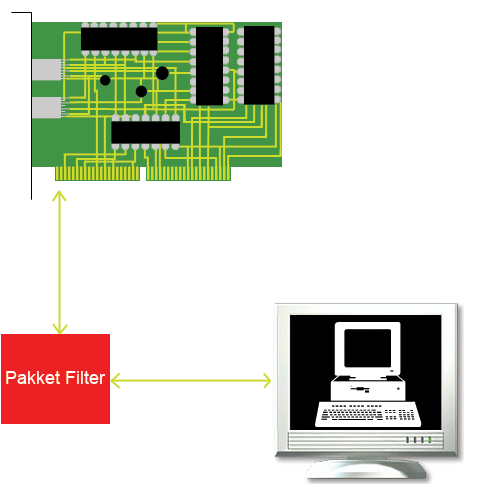
Schematische weergave van een pakketfilter.

Een pakketfilter (En: Packetfilter) is een (stuur)programma (driver) dat alle communicatie tussen de netwerkkaart/modem en het besturingssysteem softwarematig ondervangt. Hiermee kan schadelijke content worden geweerd, zoals deze techniek wordt gebruikt in firewalls, maar ook kan hiermee de toegang tot het internet worden gecontroleerd dan wel vastgelegd.
De laatste methode is al jaren in opspraak omdat bijvoorbeeld werkgevers hiermee alle internetverkeer tussen werknemers en het internet kunnen controleren en vastleggen. Hackers kunnen ook van deze techniek gebruikmaken om al dan niet versleutelde gegevens van een pc te ondervangen. Dit kan een risico vormen op het moment dat er onversleutelde gegevens over internet verzonden worden zoals wachtwoorden, e-mail adressen en andere privacy-gevoelige informatie.